# Roc Rouge (massif des Bauges)
La Négresse
Pour les articles homonymes, voir Roc Rouge (homonymie) et Négresse (homonymie).
Le roc Rouge ou la Négresse est un sommet de France situé dans les Préalpes, en bordure du massif des Bauges, dans le département de la Savoie (région Auvergne-Rhône-Alpes).

## Géographie
S'élevant à 1 720 mètres d'altitude, il domine domine Albertville, Allondaz et Mercury situées au sud-est, entre la Belle Étoile au sud-ouest et la dent de Cons au nord, au niveau du col de l'Alpettaz au nord-ouest.